# Półwysep Nowowarpieński
Półwysep Nowowarpieński (do 1945 niem. bez nazwy) – półwysep oddzielający Zatokę Nowowarpieńską od Jeziora Nowowarpieńskiego, przy granicy polsko-niemieckiej. Na nim leży miasto Nowe Warpno, na północ od półwyspu znajduje się Łysa Wyspa oraz Półwysep Grodzki.
Półwysep prawie cały pokryty zabudową miejską, w jego północnej części zlokalizowany jest port morski Nowe Warpno. Cypel tylko częściowo pokryty łęgami.